# Heinrich Beck (Geologe)
Heinrich Beck (* 22. Dezember 1880 in Wien; † 2./3. Dezember 1979 in Wien-Ottakring) war ein österreichischer Geologe.
Beck studierte an der Universität Wien, wo er 1903 zum Dr. phil. promoviert wurde. Von 1903 bis 1941 arbeitete er bei der Geologischen Reichs- bzw. Bundesanstalt in Wien. Zuletzt war er dort Chefgeologe (Bergrat). 1938 bis 1941 war er kommissarischer Leiter der damals in Zweigstelle Wien des Reichsamtes für Bodenforschung umbenannten Bundesanstalt und trat anschließend in den Ruhestand.
Beck führte auch paläontologisch-stratigraphische Studien durch. Er wurde auf dem Wiener Zentralfriedhof bestattet.

## Veröffentlichungen (Auswahl)
- Lias bei Vares in Bosnien. In: Jahrbuch der Geologischen Reichsanstalt. Band 53, 1903, S. 473–480 (zobodat.at [PDF]).